# Religioni in Kuwait
In Kuwait la religione di Stato è l'Islam, con la maggior parte della popolazione cittadina che è musulmana. Il paese ha una comunità di cristiani nativi, con circa 400 credenti; vi è inoltre un piccolo numero di bahá'í. La maggior parte degli espatriati in Kuwait sono, oltre che musulmani, induisti, cristiani e buddhisti.

## Islam
La maggior parte della popolazione dei cittadini del Kuwait è musulmana; non ci sono dati ufficiali, ma si stima che tra il 60%-70% seguono il sunnismo mentre tra il 30%-40% seguono lo sciismo. Alcune altre sette musulmane minori esistono all'interno della società kuwaitiana, ma in piccolissimi numeri. Non ci sono stime del numero dei sunniti non cittadini, ma ci sono circa 150.000 non-cittadini sciiti.
Nel 2001 vi sono stati 525.000 sunniti cittadini kuwaitiani, 300.000 cittadini kuwaitiani sciiti e 820.000 cittadini kuwaitiani in totale, quindi i sunniti formato il 64% della popolazione mentre gli sciiti ne costituiscono il 36,5%. Nel 2002, il Dipartimento di Stato degli Stati Uniti d'America ha riferito che gli sciiti kuwaitiani formato il 30%-40% della popolazione cittadina del Kuwait, notando che vi sono stati 525.000 sunniti e 855.000 cittadini kuwaitiani in totale (61% sunniti, 39% sciiti). Nel 2004, ci sono stati 600.000 sunniti kuwaitiani, 300.000-350.000 cittadini sciiti e 913.000 cittadini kuwaitiani in totale.

## Cristianesimo
Il cristianesimo è una religione di minoranza in Kuwait. Il Kuwait ha una comunità cristiana nativa, ci sono tra i 200 e i 400 cittadini kuwaitiani cristiani. Nel 2014, ci sono stati 259 cristiani kuwaitiani residenti in Kuwait.
Gruppi non riconosciuti sono generalmente liberi di pregare in privato. Ci sono anche un certo numero di credenti in Cristo, provenienti da un contesto islamico nel Paese, anche se molti non sono cittadini. Uno studio 2015 stima in circa 350 tali cristiani nel Paese.
Il Cristianesimo è seguito principalmente dalla forza lavoro filippina, molto presente in Kuwait.
Esistono due chiese cattoliche in Kuwait: chiess di S. Paolo a Kuwait City e chiesa consacrata alla Madonna ad Al Ahmadi.

## Baha'i
C'è un piccolo numero di bahá'í tra i cittadini kuwaitiani. Mentre il censimento ufficiale svoltosi nel 2013 mostra solo tre categorie di religione: "musulmano", "cristiano" e "altro", con solo 18 persone in quest'ultima categoria; un'altra fonte afferma che ci sono circa 400 i bahá'í in totale in Kuwait.

## Ebraismo
C'erano centinaia di ebrei del Kuwait prima del 1950, tuttavia tutte le famiglie ebree hanno lasciato il Kuwait a partire dal 1980. Al momento non sono noti cittadini ebrei e si stima che poche decine di ebrei vi siano tra i lavoratori residenti stranieri.

## Induismo
Ci sono all'incirca 300.000 indù non cittadini.

## Buddhismo
100.000 non cittadini buddhisti risiedono in Kuwait.

## Sikhismo
Ci sono 10.000 sikh in Kuwait.